# Liga Profesional de Túnez 2018-19
La Championnat de Ligue Profesionelle 1 2018-19 fue la 93.ª edición de la Championnat de Ligue Profesionelle 1, la máxima categoría de fútbol de Túnez. La temporada comenzó el 18 de agosto de 2018 y culminó el 15 de junio de 2019. El Espérance de Tunis fue el campeón defensor.

## Formato
Un total de 14 equipos disputan en sistema de todos contra todos totalizando 26 partidos para cada equipo. Al término de la temporada el primero será campeón y con el segundo que será subcampeón calificarán a la Liga de Campeones de la CAF 2019-20, por otro lado los 2 últimos clasificados descenderán a la Championnat de Ligue Profesionelle 2 2019-20; mientras que el decimosegundo jugará un playoff del descenso contra el tercero de la Championnat de Ligue Profesionelle 2 2018-19.

## Equipos participantes
| Pos.   | Equipo             | Ciudad      | Estadio                     | Capacidad |
| ------ | ------------------ | ----------- | --------------------------- | --------- |
| 1      | Espérance de Tunis | Tunis       | Stade Olympique de Radès    | 60000     |
| 2      | Club Africain      | Tunis       | Stade Olympique de Radès    | 60000     |
| 3      | Étoile du Sahel    | Sousse      | Stade Olympique de Sousse   | 28000     |
| 4      | CS Sfaxien         | Sfax        | Stade Taïeb Mehiri          | 11000     |
| 5      | CA Bizertin        | Bizerte     | Stade du 15-Octobre         | 20000     |
| 6      | US Monastir        | Monastir    | Stade Mustapha Ben Jannet   | 20000     |
| 7      | ES Métlaoui        | Métlaoui    | Stade municipal de Métlaoui | 4500      |
| 8      | JS Kairouan        | Kairouan    | Stade Hamda-Laouani         | 4500      |
| 9      | Stade Tunisien     | Tunis       | Stade Chedly-Zouiten        | 18000     |
| 10     | AS Gabès           | Gabès       | Stade du Zrig               | 15000     |
| 11     | Stade Gabésien     | Gabès       | Stade Olympique de Gabès    | 10000     |
| 12     | US Ben Guerdane    | Ben Gardane | Stade du 7-Mars             | 10000     |
| 1 (SD) | CS Hammam-Lif      | Hammam-Lif  | Stade Bou Kornine           | 8000      |
| 2 (SD) | US Tataouine       | Tataouine   | Stade Nejib Khattab         | 7000      |

### Ascensos y descensos
| Pos. | Descendidos de la Ligue Profesionelle 1 2017-18 |
| ---- | ----------------------------------------------- |
| 13   | ES Zarzis                                       |
| 14   | CO Médenine                                     |

| Pos. | Ascendidos de la Ligue Profesionell 2 2017-18 |
| ---- | --------------------------------------------- |
| 1    | CS Hammam-Lif                                 |
| 2    | US Tataouine                                  |

## Tabla de posiciones
Actualizado el 15 de junio de 2019.
| Pos. | Equipo                 | PJ | PG | PE | PP | GF | GC | Dif. | Pts. | Clasificado a                                 |
| ---- | ---------------------- | -- | -- | -- | -- | -- | -- | ---- | ---- | --------------------------------------------- |
| 1    | Espérance de Tunis (C) | 26 | 17 | 5  | 4  | 37 | 15 | +22  | 56   | Campeón y Liga de Campeones de la CAF 2019-20 |
| 2    | Étoile du Sahel        | 26 | 15 | 9  | 2  | 40 | 17 | +23  | 54   | Liga de Campeones de la CAF 2019-20           |
| 3    | Sfaxien                | 26 | 14 | 10 | 2  | 34 | 15 | +19  | 52   | Copa Confederación de la CAF 2019-20          |
| 4    | Ben Guerdane           | 26 | 10 | 8  | 8  | 22 | 21 | +1   | 38   | Copa Confederación de la CAF 2019-20          |
| 5    | Club Africain          | 26 | 11 | 4  | 11 | 22 | 24 | -2   | 37   |                                               |
| 6    | Bizertin (*)           | 26 | 10 | 8  | 8  | 31 | 27 | +4   | 35   |                                               |
| 7    | Monastir               | 26 | 8  | 7  | 11 | 30 | 30 | 0    | 31   |                                               |
| 8    | Tataouine              | 26 | 7  | 10 | 8  | 30 | 39 | -9   | 31   |                                               |
| 9    | Métlaoui               | 26 | 7  | 9  | 10 | 22 | 26 | -4   | 30   |                                               |
| 10   | Stade Tunisien         | 26 | 7  | 7  | 12 | 27 | 36 | -9   | 28   |                                               |
| 11   | Kairouan               | 26 | 6  | 8  | 12 | 20 | 32 | -12  | 26   |                                               |
| 12   | Hammam-Lif             | 26 | 5  | 10 | 11 | 17 | 23 | -6   | 25   |                                               |
| 13   | Stade Gabésien (D) (*) | 26 | 6  | 8  | 12 | 22 | 30 | -8   | 23   | Descenso a Ligue Profesionelle 2 2019-20      |
| 14   | Gabès (D)              | 26 | 4  | 7  | 15 | 23 | 42 | -19  | 19   | Descenso a Ligue Profesionelle 2 2019-20      |

(*) Se le restaron 3 puntos